# 1,3,3,3-Tetrafluorpropen
1,3,3,3-Tetrafluorpropen ist eine chemische Verbindung aus der Gruppe der ungesättigten organischen Halogenkohlenwasserstoffe und Hydrofluorolefine (HFO).

## Isomere
| Isomere von 1,3,3,3-Tetrafluorpropen |                                                          |                                                        |
| Name                                 | (E)-1,3,3,3-Tetrafluorpropen                             | (Z)-1,3,3,3-Tetrafluorpropen                           |
| Andere Namen                         | trans-1,3,3,3-Tetrafluorpropen HFO-1234ze(E) R-1234ze(E) | cis-1,3,3,3-Tetrafluorpropen HFO-1234ze(Z) R-1234ze(Z) |
| Strukturformel                       |                                                          |                                                        |
| CAS-Nummer                           | 29118-24-9                                               | 29118-25-0                                             |
| CAS-Nummer                           | 1645-83-6 (unspez.)                                      |                                                        |
| EG-Nummer                            | 810-135-4                                                | 826-544-6                                              |
| EG-Nummer                            | 688-097-1 (unspez.)                                      |                                                        |
| ECHA-Infocard                        | 100.238.116                                              | 100.261.873                                            |
| ECHA-Infocard                        | 100.214.545 (unspez.)                                    |                                                        |
| PubChem                              | 5708720                                                  | 11116025                                               |
| PubChem                              | – (unspez.)                                              |                                                        |
| Wikidata                             | Q2806557                                                 | Q27294046                                              |
| Wikidata                             | Q54635665 (unspez.)                                      |                                                        |

## Gewinnung und Darstellung
1,3,3,3-Tetrafluorpropen kann durch Reaktion von 1,1,3,3-Tetrafluorpropen mit Fluorwasserstoff gewonnen werden.

## Eigenschaften
1,3,3,3-Tetrafluorpropen ist ein farbloses Gas. Die Dichte der gesättigten Flüssigkeit beträgt abhängig vom Druck 670 bis 1158 kg·m−3 beim (E)-Isomer und 843 bis 1220 kg·m−3 beim (Z)-Isomer. Das Treibhauspotential des (E)-Isomeres beträgt etwa 7 berechnet auf 100 Jahre.
Die Struktur von trans-1,3,3,3-Tetrafluorpropen wurde sowohl im Gaszustand (Gaselektronenbeugung) wie auch in der kristallinen Phase untersucht (Röntgenbeugung). Im Kristall aggregiert es über C-H···F-Kontakte von 2.44(1) bis 2.63(1) Å Länge.
Bei Verbrennungsversuchen mit trans-1,3,3,3-Tetrafluorpropen entstehen Kohlendioxid, Carbonylfluorid und Fluorwasserstoff als Hauptverbrennungsprodukte. Die Bestimmung des Entflammbarkeitsbereichs führt zur Einstufung von trans-1,3,3,3-Tetrafluorpropen als hochentzündliches Gas.

## Verwendung
(E)-1,3,3,3-Tetrafluorpropen wird unter der Bezeichnung R-1234ze(E) als Kältemittel verwendet. Problematisch ist dabei seine Entzündlichkeit sowie die Bildung der persistenten Trifluoressigsäure (TFA) in der Atmosphäre.

## Externe Links zu erwähnten Verbindungen
1. ↑  Externe Identifikatoren von bzw. Datenbank-Links zu 1,1,3,3-Tetrafluorpropen:  CAS-Nr.: 4556-24-5, PubChem: 21731865, Wikidata: Q82519876.